# Mapowanie
Mapowanie – przyporządkowanie jednych zasobów systemowych do drugich, często wirtualnych – zmiana przestrzeni adresowej (m.in. mapowanie plików, partycji, pamięci operacyjnej, portów I/O komputera, adresów IP, zasobów sieciowych). Mapowanie pozwala na emulację sprzętu, wzrost szybkości systemu, komfort i rozszerzenie funkcjonalności. 
Przykładem mapowania pamięci jest mechanizm pamięci wirtualnej wykorzystujący partycje wymiany (ang. swap partition), stosowany w systemach operacyjnych GNU/Linux, i pliki wymiany (ang. swap) – stosowany w systemach Windows. Metoda mapowania pamięci jest także szeroko stosowana w przypadku kart graficznych i portów I/O, ponieważ pozwala na bezpośredni i szybki dostęp do zasobów kart rozszerzeń montowanych w komputerach.   
Mapowanie dysku, to przyporządkowanie oznaczenia dysku wybranemu katalogowi sieciowemu. Stosowane jest ono w celu ułatwienia dostępu do katalogu udostępnionego na innym komputerze w sieci LAN. Mapować można tylko udostępniane zasoby.